# Troisième guerre d'Illyrie
Guerres d’Illyrie
La troisième guerre d'Illyrie est un conflit qui oppose en 168 av. J.-C. les Romains aux Illyriens dans le contexte de la troisième guerre macédonienne.

## Contexte historique
En 168 av. J.-C., les légions romaines, qui ont combattu Persée dans la troisième guerre macédonienne, campent près de la rivière Genesus quand ils apprennent que des négociations ont lieu pour un éventuel traité entre Persée et le roi d'Illyrie Gentius qui change ainsi de camp.
Une fois le traité signé et confirmé par des échanges d'otages, Gentius n'a pas attendu le paiement convenu avec Persée et il engage les hostilités contre Rome. Il fait arrêter deux légats romains se trouvant à sa cour et se dirige vers Apollonie et Dyrrachium. À la suite des actes commis par Gentius contre Rome, Persée décide de ne pas lui payer la somme convenue, car il jugeait que celui-ci s'était assez compromis envers Rome, pour qu'il n'ait pas à verser l'argent promis. Gentius, bien que déçu par le désistement macédonien, décide d'entrer en guerre contre Rome et rassemble ses troupes.

## Déroulement de la guerre
Lucius Aemilius Paulus, qui a dirigé la guerre contre Persée charge Lucius Anicius Gallus de mener les opérations contre les Illyriens. Celui-ci campe à proximité d'Apollonie, et reçoit l'ordre, de rejoindre Appius Claudius, qui se tient près de la rivière Genesus, afin de marcher de manière coordonnée contre les Illyriens. Informé que les pirates illyriens font des razzia sur la côte entre Apollonie et Dyrrachium, Gallus décide de mener la flotte romaine contre les pirates, capturant certains navires et mettant en fuite les autres.
Lucius Anicius Gallus s'empresse de porter secours à Appius Claudius, assiégé par les troupes de Gentius. L'annonce de l'arrivée des troupes de Gallus effraie le roi des Illyriens, qui leve le siège pour se réfugier précipitamment dans sa forteresse de Shkodra, tandis que le reste de son armée se rend aux Romains. Lucius Anicius Gallus fait preuve de clémence avec ceux qui se sont rendus, alors toutes les villes d'Illyrie font de même à l'arrivée de l'armée romaine, ce qui lui permet d'arriver rapidement devant Shkodra.
Sous les murs de la ville, Gentius affronte l'armée adverse en rase campagne, mais il est rapidement débordé. Le roi, terrifié par le déroulement de la bataille, demande une trêve de trois jours qu'il obtient des Romains. Gentius espère que ce délai va permettre à une armée de secours, que commande son frère Caravantius, d'arriver. Ne le voyant pas venir et désespérant de l'aide de la Macédoine, Gentius quitte lui-même la ville et va se rendre aux Romains sans condition. Lucius Anicius Gallus entre dans Shkodra et libère les légats emprisonnés par les Illyriens. Puis, il envoie Perpena, un de ses légats, à Rome pour informer le Sénat de la victoire complète sur Gentius. La campagne militaire aura duré au total moins de trente jours. Le Sénat établit trois jours de festivités, et à son retour à Rome, Lucius Anicius Gallus célèbre son triomphe sur Gentius.

### Source antique
- Tite-Live, Histoire romaine [détail des éditions] [lire en ligne], LIV.